# Kasteel van Lavardin

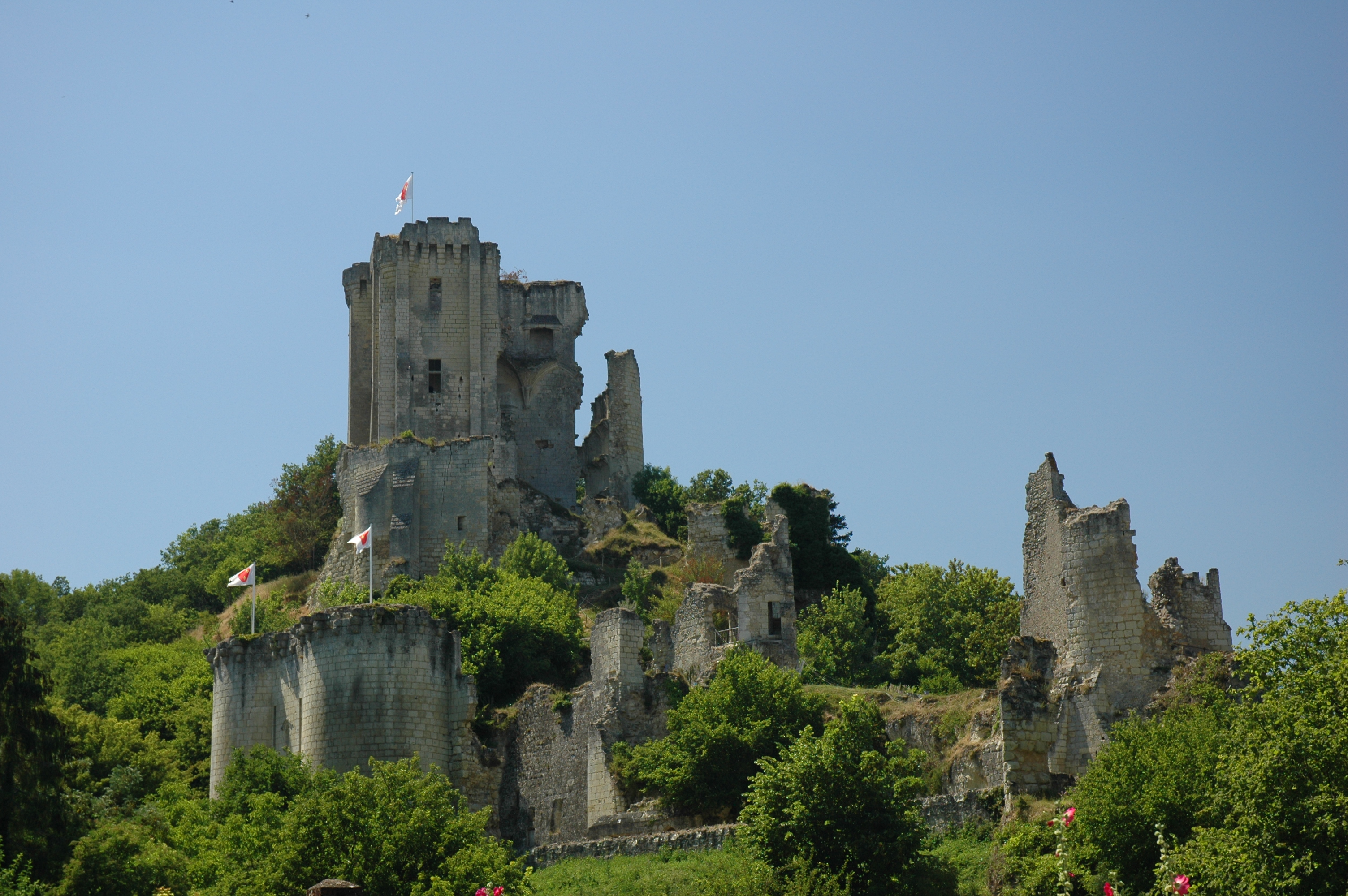
Restanten van het Kasteel van Lavardin

Het Kasteel van Lavardin (Frans: Château Lavardin) is gelegen in Lavardin (Loir-et-Cher). De geschiedenis van het Kasteel van Lavardin is terug te leiden tot het midden van de 11e eeuw, waarin het rond 1070 werd opgericht als verdedigingswerk. Later, rond de 12e eeuw, werden er aan het verdedigingswerk torens toegevoegd en werden de muren verstevigd. Omdat  Richard Leeuwenhart wel het Kasteel van Troo en het Kasteel van  Montoire innam, en niet het Kasteel van Lavardin, werd gezegd dat het de veiligste plek in het graafschap Vendôme zou zijn geweest. In de 14e en de 15e eeuw werd het verdedigingswerk verder strategisch aangepast. Uiteindelijk liet in 1590 Hendrik IV van Frankrijk het kasteel drie weken lang belegeren, en wist het te bezetten. Daarmee werden de aanhangers van de Heilige Liga verdreven en het verdedigingswerk ontmanteld. 
Momenteel is er van het Kasteel van Lavardin niets meer over dan een ruïne in Lavardin (Loir-et-Cher).